# 神火飛鴉

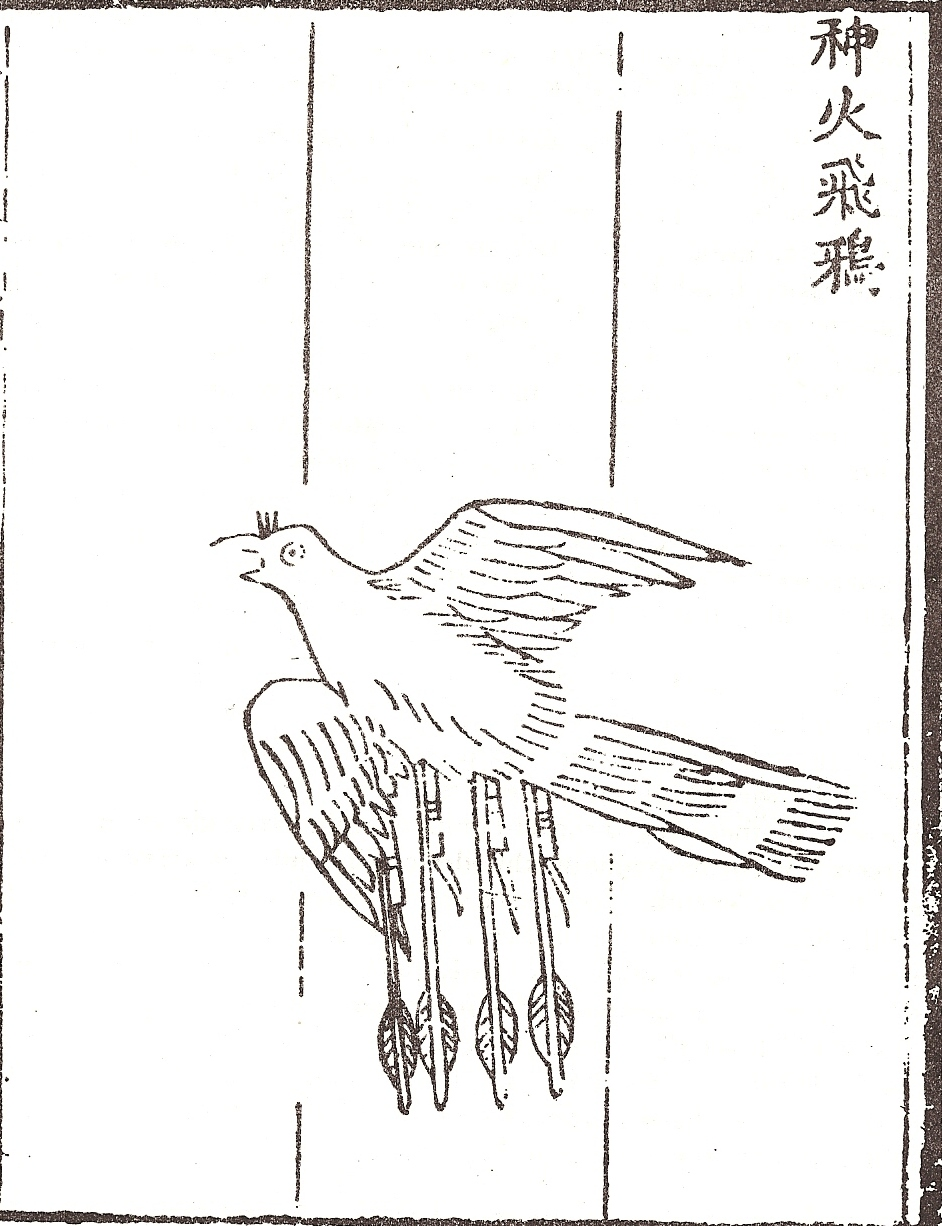
《火龍神器陣法》的神靈飛鴉

神火飛鴉是於明代出現的熱兵器，一種以火箭為運具的爆炸裝置，紀錄於《武備志·軍资乘》。是先以細竹條或蘆葦編成造型如飛鳥的簍子，內裝火藥，再取棉紙封固，簍子兩側各綁兩管火箭筒，並且用藥線從火箭連至內部的火藥。點燃火箭後，便會發射出去，等至火箭筒燒盡隨即爆炸。
比較小型的神靈飛鴉則是簍子兩側各綑一管火箭。